# Maják Elie Ness
Maják Elie Ness byl postaven na mysu Elie Ness poblíž Elie a Earlsferry na severní straně ústí zálivu Firth of Forth ve správní oblasti Fife v jihovýchodním Skotsku. Spolu s majáky na ostrovech Isle of May a Fidra zajišťuje bezpečnou plavbu lodí v zálivu Firth of Forth. V roce 1980 byl zapsán na seznam skotského kulturního dědictví v kategorii C.
Maják byl ve správě organizace Northern Lighthouse Board (NLB) v Edinburghu, která zajišťuje námořní pomoc na skotském pobřeží. Od roku 2013 je v údržbě úřadu Forth Ports PLC.

## Historie
Z důvodů rychle rostoucí lodní dopravy v zálivu Firth of Forth se komise Northern Lights Commissioners (předchůdce NLB) se obrátila na Trinity House s žádostí o vybudování majáku na Elie Ness. Souhlas se stavbou byl vydán 30. ledna 1907. David Alan Stevenson, v té době inženýr NBL, vybral místo na mysu Elie Ness v místě nazývaném Fish Rock (Rybí skála)
Maják byl navržen Davidem Alanem Stevensonem. Stavbu majákové věže a acetylénovny provedla firma James Lawrie Builders z Anstrutheru v období prosinec 1907 až červen 1908. Lucernu a související stroj dodala firma J. Dove and Co. z Edinburghu. Zařízení na výrobu acetylenu bylo od firmy W. Moyes and Co. z Glasgow. Optické otáčecí zařízení dodala firma Chance Bros. Ltd. z Birminghamu. Nainstalované světlo bylo několik měsíců ve zkušebním automatickém provozu, než bylo oficiálně rozsvíceno 1. října 1908. Acetylénové světlo bylo v provozu do července 1959, kdy byl maják připojen k elektrické síti. V tomto roce byla odstraněna původní lucerna a nahrazena novým světelným zařízením (bójkové světlo). V roce 2010 byl maják modernizován a restaurován.

## Popis
Maják je dvoupodlažní válcová bílá věž jedenáct metrů vysoká s plochou střechou a černě lemovaným cimbuřím. Na severozápadní straně stojí malá patrová čtvercová bílá věž stejného stylu, která slouží jako technická místnost.
Zdroj světla je ve výšce 15 m n. m. a vysílá každých 6 sekund jeden bílý záblesk (charakteristika světla: Fl W 6s). Areál je otevřen a prostory jsou uzavřeny.

### Označení
- ARLHS: SCO-074
- Admiralty: A3060
- NGA: 2552